# Bajturovo
Bajturovo (orosz betűkkel: Байтурово, baskír nyelven: Байтур) falu Oroszországban, a Baskír Köztársaságban, a Miskinói járásban.

## Népesség
- 2002-ben 339 lakosa volt, melynek 98%-a mari.
- 2010-ben 273 lakosa volt.